# Macau (meteorito)
Macau é um meteorito que caiu na cidade de Macau, no estado do Rio Grande do Norte em 1836. Notícias da época apontam que ocorreu uma chuva de meteoritos na cidade, onde inúmeros fragmentos, de poucos gramas até alguns quilos, foram vistos cair do céu, inclusive causando a morte de algumas vacas.
A peça, que é o segundo registro de um meteorito catalogado no Brasil, foi achada como fruto de pesquisas de geólogos brasileiros da USP e cientistas americanos da Universidade do Novo México que estiveram na região na época. O artefato esteve exposto no Museu Nacional do Rio de Janeiro.